# Полетаев, Владимир Евгеньевич
Влади́мир Евге́ньевич Полета́ев (до конца 1940-хгг. — Черномордик; 10 января 1924, Москва, СССР — 29 июня 1993, там же, РФ) — советский историк и москвовед. Доктор исторических наук, профессор.

## Биография
Родился 10 января 1924 года в Москве в семье врачей. Отца, Е. Э. Черномордика, в 1930-х годах необоснованно репрессировали и отправили в тюрьму, где он скончался в 1941 году, реабилитирован в 1956 году. В 1941 году окончил среднюю школу и тут же после начала ВОВ, ушёл добровольцем на фронт, сражался рядовым в команде истребителей танков 173-й стрелковой дивизии. В 1942 году в связи с неисполнением совершеннолетия был возвращён в Москву, где работал заточником на авиазаводе, одновременно с этим учился в Московском педагогическом институте, а затем и на историческом факультете МГУ. Устроился на работу в Музей истории и реконструкции Москвы, где работал с перерывами с 1948 по 1949 и с 1952 по 1953 годы. В 1953 году устроился на работу в Институт истории АН СССР (позднее — ИРИ РАН), где заведовал сектором историко-социологических исследований. В 1952 году защитил кандидатскую диссертацию, в 1966 году — докторскую, а в 1969 году ему было присвоено звание профессора.
Сын — экономист и социолог А. В. Полетаев (1952—2010).
Скончался 29 июня 1993 года в Москве. Похоронен на Востряковском кладбище.

## Основные работы
- Московский Кремль. М., 1959;
- На путях к новой Москве: начало реконструктсии столицы. 1917—1935. М., 1961;
- Рабочие Москвы на завершающем этапе строительства социализма. 1945—1958. М., 1967;
- Социальный облик колхозной молодёжи: по материалам социологических обследований 1938 и 1969 гг. М., 1976 (в соавт.);
- Социальный облик рабочей молодёжи: по материалам социологических обследований 1938 и 1972 гг. М., 1979 (в соавт.).